# Edith Kollermann
Edith Kollermann (* 18. Februar 1964) ist eine österreichische Politikerin (NEOS). Seit März 2018 ist sie Abgeordnete zum Landtag von Niederösterreich.

## Leben

### Ausbildung und Beruf
Edith Kollermann besuchte nach der Volks- und Hauptschule in Groß St. Florian die Höhere Lehranstalt für wirtschaftliche Berufe in Deutschlandsberg, wo sie 1983 maturierte. Anschließend begann sie ein Studium der Betriebswirtschaft an der Universität Graz, das sie 1986 an der Wirtschaftsuniversität Wien fortsetzte und 1989 als Magistra abschloss.
Nach dem Studium war sie als Controllerin tätig, zunächst bis 1992 bei der RZB in Wien, danach bis 2009 bei der Allgemeinen Bausparkasse. Seit 2009 ist sie bei der PFK+Partner (Peter Friedrich Kollermann) tätig, seit 2011 als Steuerberaterin, seit 2012 auch sie auch Co-Geschäftsführerin.

### Politik
Edith Kollermann gehörte von Oktober 2012 bis Jänner 2014 dem Vorstand von NEOS an, anschließend war sie bis Jänner 2017 Mitglied des erweiterten Vorstandes. Bei der Nationalratswahl in Österreich 2017 kandidierte sie sowohl im Landeswahlkreis Niederösterreich als auch im Regionalwahlkreis Thermenregion auf dem dritten Listenplatz.
Bei der Landtagswahl in Niederösterreich 2018 kandidierte sie hinter Indra Collini und Helmut Hofer-Gruber auf dem dritten Platz der Landesliste. Am 22. März 2018 wurde sie in der konstituierenden Landtagssitzung der XIX. Gesetzgebungsperiode als Abgeordnete zum Landtag von Niederösterreich angelobt. In Niederösterreich fungiert sie als Finanzreferentin von NEOS. Nach der Landtagswahl 2013 verzichtete Christoph Müller vorerst zugunsten von Edith Kollermann auf das ihm zustehende Mandat, um 2025 Helmut Hofer-Gruber abzulösen. Im November 2024 wurde sie mit 95,51 Prozent Zustimmung als Finanzreferentin bestätigt.